# Nejlepší hráč na vhazování české extraligy ledního hokeje
Nejlepší hráč na vhazování je každoročně udělované ocenění pro hráče, který je v základní části sezóny české extraligy nejúspěšnější. Statistiky na vhazování bylo zpřístupněno od ročníku 2013/14 z oficiálních stránek hokej.cz.

## Jednotlivé ročníky
| Sezóna    | Vítěz            | Klub                | Průměr |
| --------- | ---------------- | ------------------- | ------ |
| 2013/2014 | Jiří Polanský    | HC Oceláři Třinec   | 61.56% |
| 2014/2015 | Tomáš Plíhal     | HC Oceláři Třinec   | 60.07% |
| 2015/2016 | Tomáš Plíhal     | HC Oceláři Třinec   | 61.39% |
| 2016/2017 | Mário Bližňák    | Bílí Tygři Liberec  | 63.33% |
| 2017/2018 | Jiří Polanský    | HC Oceláři Třinec   | 60.16% |
| 2018/2019 | Jan Kovář        | HC Škoda Plzeň      | 61.96% |
| 2019/2020 | Petr Jelínek     | Bílí Tygři Liberec  | 62.30% |
| 2020/2021 | Tomáš Filippi    | Bílí Tygři Liberec  | 63.97% |
| 2021/2022 | Tomáš Filippi    | Bílí Tygři Liberec  | 60.64% |
| 2022/2023 | Tomáš Filippi    | Bílí Tygři Liberec  | 61.82% |
| 2023/2024 | Lukáš Sedlák     | HC Dynamo Pardubice | 61.99% |
| 2024/2025 | Eduards Tralmaks | Rytíři Kladno       | 62.50% |